# Скоданиббио, Стефано
Сте́фано Скодани́ббио (также Скоданиббьо, итал. Stefano Scodanibbio; 18 июня 1956, Мачерата, Италия — 8 января 2012, Куэрнавака, Мексика) — итальянский контрабасист, композитор и музыкальный педагог. Работал в широком жанровом диапазоне, — камерной классики и неоклассики, рока и джаза экспериментальных и постмодернистских, поставангардных направлений; внёс новаторский вклад в развитие техники игры на контрабасе, что послужило переосмыслению акустических особенностей инструмента и, в виде следствия того — обогащению и расширению средств и возможностей композиции. Сотрудничал со многими известными исполнителями и композиторами.

## Творческая биография
Учился технике контрабаса у Фернандо Грилло, композиции — у Фаусто Рицци и Сальваторе Шаррино, — методам электронной музыки (электроакустики) — у Вальтера Бранчи (итал. Walter Branchi), историю музыки изучал под руководством Микеланджело Цурлетти (Michelangelo Zurletti).
В 1983 году С. Скоданииббио организовал в городе Мачерата проведение ставшего ежегодным фестиваля «Обзор новой музыки» (итал. Rassegna di Nuova Musica), — на протяжении многих лет руководил им.
В 1987 году в Риме он провёл музыкальный марафон, когда в течение 4 часов нон-стоп исполнил 28 произведений 25 композиторов.
Выступал на фестивалях по всему миру. Десятки произведений написано композиторами специально для него. В числе авторов — Сильвано Буссотти, Франко Донатони, Хулио Эстрада (исп. Julio Estrada), Б. Фернейхоу, Фред Фрит, Винко Глобокар (англ. Vinko Globokar), С. Шаррино, Я. Ксенакис и другие.
Первоначально играл на гитаре, фортепиано, духовых, что сказалось на хорошем понимании характера взаимодействия инструментов во многих случаях его большой практики совместной работы с другими музыкантами, в том числе — при оркестровке. Впоследствии он обращался к сочинению для фортепиано, флейты, например — «Возвращение в Картахену» (итал. Ritorno a Cartagena) — соло для басовой флейты (2001).
Однако, в первую очередь, с именем С. Скоданиббио связано возрождение контрабаса в 1980—1990-е годы, — серийной музыки. Его исследования послужили постижению неисчерпаемых возможностей инструмента, — раскрытию уникальных тембровых характеристик контрабаса, в частности — недоступных ранее исполнителям обертонов и красок, что в целом позволило обогатить исполнение, с успехом использовать найденное в концертной практике и звукозаписи, в создании собственных произведений.
Именно это имеет в виду Терри Райли:
Издали мне слышались звуки валторны, тромбона, струнных и духовых — всё модально объединённое в прекрасный ансамбль. Я был потрясён, когда вошел в галерею и увидел там одного Стефано, играющего на контрабасе...Терри Райли

### Опыты с Терри Райли
Терри Райли был первым, кто оказал решающее влияние на Стефано Скоданиббио — и в смысле выбора инструмента, и в отношении направления развития — как музыканта и композитора:
В июне 1974 года в Мачерата, моём родном городе, произошло чрезвычайное музыкальное событие: четыре дня фестиваля, озаглавленного «Восточно-Западная музыка» (итал.  East-West Music), …с такими музыкантами, как Терри Райли, Пандит Прана Ната и Махалингам. Мне было восемнадцать лет, и я ещё не прикасался к контрабасу. Я играл на нескольких других инструментах, когда открыл для себя произведения Кейджа, Штокхаузена и Вареза. Этот праздник был самым важным опытом для всего моего музыкального развития, особенно — исполнение англ. In C с Терри Райли, которое я до сих пор считаю одним из революционных произведений века.Стефано Скоданиббио
Творческие взаимодействия Скоданииббио и Райли выразились несколькими совместными выступлениями и записями, — когда синтез импровизации и опытов настроек контрабаса с электроникой (Ensoniq TS 12) даёт органичное сочетание в произведении — основного строя самостоятельного авторского музыкального повествования и обертонов индийской раги. В других совместных экспериментах музыканты использовали сочетание тампуры, баса и синтезатора. Ещё в первых опытах (1985) манера и приёмы звукоизвлечения Скоданиббио вызвала у Райли ассоциации с северо-индийским саранги, а ударная техника напоминала табла (англ. tabla-tarang; несколько барабанов разной высоты звучания), — синтезатор был настроен на общие с басом частоты. Используя эти особенности и приёмы композиции, музыканты выстроили закономерную гармоническую структуру, которая давала широкие возможности осмысленного разнообразия в импровизации, — такой, по словам С. Скоданибио, что он «никогда более не чувствовал себя настолько комфортно». (Записи 1994, 1995: CD «Ленивый день среди крокодилов» — англ. Terry Riley & Stefano Scodanibbio. Lazy Afternoon among the Crocodiles — 1997, Bologna — Pierrot Lunaire; записи 1998—2000: CD «Алмазный язык скрипки» англ. Terry Riley & Stefano Scodanibbio. Diamond Fiddle Language. 2005, Mainz - Wergo)
В 2010 году появится «In D» Стефано Скоданиббио — струнная версия «In C» Терри Райли — для любого числа контрабасов — переменной длительности.

### Arco mobile Стефано Скоданиббио
Сотрудничал с Луиджи Ноно,
(«подвижные дуги (арки) а ля Стефано Скоданиббио» (итал. arco mobile à la Stefano Scodanibbio) — в партитуре «Прометея»)
Джачинто Scelsi.
О его работе в качестве инструментовщика и аранжировщика говорит, например, мнение, высказанное
Sylvano Bussotti
В июне 2004 года он участвовал в премьерном исполнении секвенции ??? XIVb ??? Лучано Берио, в его собственной версии для контрабаса с исходной секвенции XIV для виолончели.

### «Шанс действия»Джона Кейджаи «магия» Стефано Скоданиббио
Исходя из весьма сложных философских, мировоззренческих предпосылок, предоставленных, в частности, дзен буддизмом и «Книгой Перемен», для воплощения собственной концепции, и проецируя сложнейшие социальные процессы и проблемы как конца 1950-х («Концерт для фортепиано с оркестром»), так и назревшие в 1970-х годах («Этюды Фриман»), — проблемы, видевшиеся практически неразрешимыми, Джон Кейдж прибегает к намеренному усложнению своих произведений, — как он впоследствии говорит: «делая её (музыку) практически неосуществимой». Потому немногим позднее вполне закономерным, в свете отмеченного, представляется его восхищение исполнительским мастерством Стефано Скоданиббио — не виртуозностью как таковой, а именно расширением возможностей к преодолению этой «неосуществимости»…
Эта встреча совпала с работой над «Рёандзи». Когда Кейдж, вдохновлённый киотским Садом камней, увлёкся возможностями единого самовыражения в графике и музыке, — через соотношение их средств — языка: характера линий, контуров и пятен (в том числе — в офорте), и способности выразить ими всё многообразие настроений и взглядов, — подобно тому, как особенности звучания, тембров и обертонов музыкального инструмента (первоначально Д. Кейдж имел в виду гобой) соответственно — способны транслировать тончайшие оттенки мыслей и эмоций.
Кейдж видел в Скоданиббио идеального соавтора:
«Он самокритичен — неудовлетворён — и год от года продолжает импровизировать со своими записями, — того, что он играет — поскольку он не воспринимает то, чем занят, как нечто близящееся к завершению (он увлечен живым процессом творчества, а не достижением конечной цели исключительно). Он всегда устремлён к преобразованию. Он действительно экстраординарен». Кейдж подчеркивает, что «лучшая версия, как я уже отмечал (исполнения «Рёандзи»), из тех, что я слышал, — басовая версия Скоданиббио...».
Барбара Морончини пишет: «Скоданиббио предстаёт окном, размер которого недоступен для рассудочного опыта, он ломает барьер, отделяющий нас от того же уровня постижения, что стимулируем Кейджем в повседневной жизни, когда он отказывается как от концептуальной, так и от сенсорной памяти, чтобы жить в непрерывном состоянии „боевой готовности“, желая постоянно становится „новым“»
Беседуя с поэтессой-экспериментатором Джоан Реталлак (англ. Joan Retallack) и виолончелистом Михаэлом Бахом (Michael Bach), для которого Кейдж собирался написать виолончельную версию «Рёандзи», композитор вспомнил некоторые эпизоды работы над той же самой частью: «Скоданиббио. Я думаю, он играл прекрасно. Он играл в „Рёандзи“ абсолютно … лучше, чем кто-либо из тех, кого я когда-либо слышал». «Я не слышал лучшего владения контрабасом, нежели у Скоданиббио: я был просто поражен». Кейдж продолжает: «Он действительно экстраординарен. Я думаю, что … его выступление было абсолютно волшебно».
John Cage — Dream — Stefano Scodanibbio
Все произведения Джона Кейджа требуют от исполнителя сотворчества, чему Стефано Скоданиббио в полной мере соответствует, но он никогда не навязчив. Он интерпретатор, но и дирижёр «Концерта для фортепиано с оркестром» и «Радио музыки» (англ. Imaginary Landscape No. 4 for 12 radio receivers — англ. Music of Changes), — самые сложные партитуры послевоенного Д. Кейджа; нет единой — «Концерта для фортепиано с оркестром» — и-цзин обуславливает отдельные партии, взаимодействующие «случайно»: исполнитель решает, когда он играет линию своей, при условии подчинения общему методу, а не из личных предпочтений. Дирижёр, как часы, в круге которых вращаются инструменты, ускоряясь или замедляясь, — нет предсказуемых взаимодействий исполнения, нет произвольной линии его в тридцатисекундном интервале, — время партии сокращается наполовину, когда дирижёр удваивает скорость. Из 64-х страниц партитуры фортепиано — 63 содержат разнообразнейшие, изобретательные способы нотации, чему предшествует экспликация из 84 различных типов последовательностей — 15-я страница пуста, возможно, для инициации полной автономии пианиста. Стефано Скоданиббио проводит Фабрицио Оттавиуччи к мощному и элегантному исполнению. Несмотря на явно солирующее фортепиано, пианист не выделен или предпочтён, он плывёт через кластеры звуков, перемежая их постоянно, в реальном времени «разжижения» напряжённости — проходит через виртуозные арпеджио размытыми аккордами, или играет пиано, мягко и свободно, деликатно. В своей режиссуре С. Скоданиббио использует весь спектр инструментов, регламентируя их границы, как Д. Кейдж просит того, — никогда не теряя из виду общей (-ности) картины.
Д. Кейдж написал «Радио Музыка» в 1956 году для восьми радиостанций, на каждой из которых должны играть по восемь музыкантов. Исполнители руководствуются изменением частот (ы) станции (й) по точным таблицам времени. Эта версия «Радио музыки» была записана в Мачерата 23 февраля 2005 года, и, для каждого исполнения этого произведения, — характерные для него место и время. С. Скоданиббио выбрал для пяти радиоисполнителей мелодии из различных «ароматов» итальянской «культуры эфира» старинных радиоприёмников.

### СКвартетом Ардиттии другими музыкантами
Многолетнее творческое сотрудничество связывает Стефано Скоданиббио с Ирвином Ардитти и руководимым им квартетом. Это басовые партии в произведениях Брайна Фернихоу, Луиджи Ноно и других композиторов. С Ирвином Ардитти и его коллективом, с музыкантами, в разное время входившими в его состав, С. Скоданиббио записано несколько альбомов, в том числе и свой диск «Мой новый адрес» (англ. My New Address, 2004).
Особо следует отметить работу с виолончелистом Роаном де Сарамом (англ. Rohan de Saram), с которым С. Скоданиббио играл на многих концертах, сделал ряд записей, — начиная с 1990-х (ещё в пору первых сессий с Терри Райли), постоянно играл и записывался с ним и Маркусом Штокхаузеном. Одна из последних совместных работ — запись альбома произведений Галины Уствольской (здесь С. Скоданиббио выступает в качестве дирижёра).
Из других коллабораций можно выделить выступления и студийные работы с гитаристом Магнусом Андерсоном (Magnus Andersson), контрабасистом и композитором Хокуном Телином (норв. Håkon Thelin), барабанщиком Кайлом Нордесоном (швед. Kjell Nordeson), виолончелисткой Франсез-Мари Уитти (англ. Frances-Marie Uitti), тромбонистом Майком Свободой.
Интересная страница в наследии Стефано Скоданиббио — работа с американским композитором, блестящим пианистом Толлемом (англ. Thollem McDonas), который в 2008 году был приглашён в Музей Лабенш (фр. Musée Labenche) города Брив-ла-Гайард (Лимузен, Франция), где на рояле Клода Дебюсси, основном инструменте его последних 14-и лет жизни, предоставлялась возможность исполнить мемориальную программу «в духе мятежного творчества» французского композитора. Инициатором дуэта выступил Терри Райли, который рекомендовал Толлему пригласить для совместной работы Стефана Скадониббио. Запись этого ночного концерта 2008 года легла в основу релиза «Thollem & Scodanibbio. On Debussy’s Piano And…» (CD Milano — Die Schachtel. 2010). В 2012 году композиторы Толлем (фортепиано), Уильям Паркер (William Parker; контрабас) и Нельс Клайн (гитара) записали альбом «The Gowanus Session» (Porter Records), посвящённый памяти Стефано Скоданиббио.
Работал с композитором, кларнетистом Мэттом Ингаллсом (англ. Matt Ingalls), таким же исследователем акустического пространства, экспериментатором, создателем новых инструментов. М. Ингаллс — основатель, и один из руководителей программы и интернет-радиостанции sfSoundGroup (Сан-Франциско), которые заняты продвижением новых идей и начинаний в экспериментальной музыке, — развитием различных аспектов современной импровизации; этот проект также подразумевает покровительство по отношению к исполнителям и новым музыкальным традициям, — проводит концерты электронной музыки (в среднем по десять в год), по большей части — в театре Оберлин Данс Компани (англ. ODC) миссии округа Сан-Франциско. 15 мая 2008 года С. Скоданиббио и М. Ингаллс вместе с другими исполнителями выступили в Первой Старой Церкви (англ. Old First Church) Сан-Франциско с «разнообразной и волнующей программой» камерной музыки — произведений С. Скоданиббио (в том числе «& Roll») и ряда номеров, подготовленных sfSound. В программе выступили также пианисты Энн Эй (Ann Yi) и Кристофер Джонс (Christopher Jones), скрипач Грэм Дженнингс, гобоист Кайл Брюкман (англ. Kyle Bruckmann), саксофонист Джон Ингл (John Ingle), трубач Том Дамлби (Tom Dambly) и другие..

### Мексика
Особое место в жизни этого музыканта, композитора-нонконформиста, занимает Мексика, — его творческие связи с композитором, культуртрегером Хулио Эстрадой (исп. Julio Estrada), с композитором, продюсером Аной Лара (англ. Ana Lara).
Стефано Скоданиббио очень любил эту страну. На протяжении тридцати лет он регулярно бывал здесь.

### Школа
С 1980-х годов Стефано Скодагиббио регулярно преподаёт в различных учебных заведениях Европы и Америки. Он вёл занятия на Летних курсах в Дармштадте (1996), — мастер-классы и семинары в университетах: ??? Райс ??? в Хьюстоне, в Центре новых музыкальных и аудио технологий (англ. CNMAT) Беркли (2007), — Стэнфордском, в колледж Оберлин, Высшей школе музыки и театра Штутгарта, в Парижской и Миланской консерваториях, в других музыкальных учреждениях.
Педагогическая практика Стефано Скоданиббио находится в тесной логической связи с его опытом изучения инструмента. Хорошим примером может служить переложение для контрабаса виолончельной секвенции композитора Лучано Берио (Sequenza XIV), такого же увлечённого исследователя, сделанное Стефано Скоданиббио как дань памяти незадолго перед тем ушедшему из жизни художнику (Sequenza XIVb). В этой работе «мы находим все проявления техники Стефано Скоданиббио».

### Награды и признание
Четырежды его композиции были отмечены ISCM (Международное общество современной музыки): в Осло (1990), Мехико (1993), Гонконге (2002) и Штутгарте (2006).

## Сочинения
- 1979 — Oriente-Occidente * Solo Contrabass : 20'
- 1980 — e/statico * Solo Contrabass : 7'
- 1980 — Strumentale * Solo Contrabass : 9'
- 1980, 1981 — Techne * Two Guitars : 8'
- 1981, 1982 — Verano de suerte * Solo Guitar : 7'
- 1981—1983 — Sei Studi * Solo Contrabass : 22'
- 1985 — Due pezzi brillanti * Solo Contrabass : 8'
- 1985 — Joke 85 * Solo Cello : 4'
- 1984—1986 — Delle più alte torri * Solo Cello : 15'
- 1986 — Alisei * Solo Contrabass : 9'
- 1985—1987 — Visas * String Quartet : 20'
- 1984—1988 — Quando le montagne si colorano di rosa * Two Guitars : 10'
- 1986—1988 — My new address * Solo Violin : 13'
- 1986—1989 — Tre Impromptu * Solo Viola : 9'
- 1989—1990 — Doppelselbstbildnis * Contrabass and Seven Instruments : 13'
- 1990 — Jardins d’Hamilcar * Violin and Contrabass : 11'
- 1991 — Escondido * Violin and Cello : 7'
- 1991 — Quodlibet * Viola and Cello : 10'
- 1992 — Composte terre * Violin and Viola : 7'
- 1992 — Dos abismos * Solo Guitar : 13'
- 1992 — Western Lands * Cello and Contrabass : 13'
- 1993 — Visas per Vittorio Reta * Hoerspiel : 30'
- 1993 — H * Tape : 3'
- 1994 — Humboldt * Viola and Contrabass : 12'
- 1994 — Geografia amorosa * Solo Contrabass :7' or with Live Electronics : 10'
- 1995 — Mar dell’oblio * Violin, Cello and Contrabass : 15'
- 1997 — Postkarten * Reciter and Contrabass : 30'
- 1997 — Ecco — 21 cartoline per Edoardo Sanguineti * Solo Contrabass : 20'
- 1979—1997 — Voyage That Never Ends * Solo Contrabass : 45'
  - 1 Voyage started
  - 2 Voyage interrupted
  - 3 Voyage continued
  - 4 Voyage resumed
- 1998 — One says Mexico * Hoerspiel : 50'
- 1998 — La fine del pensiero. Ballet * Contrabass and Tape : 60'
- 1999 — Lugares que pasan * String Quartet : 18'
- 2000 — Altri Visas * String Quartet : 20'
- 2001 — Plaza * Four Trumpets : 10'
- 2001 — Alfabeto apocalittico * Reciter and Contrabass : 24'
- 2001 — Only connect * Solo Piano : 11'
- 2001 — Ritorno a Cartagena * Solo Flute : 8'
- 1997—2002 — Oltracuidansa * Contrabass and Tape : 60'
- 2002 — Wie der Wind es trägt * Violin, Viola and Cello : 15'
- 2002 — Da una certa nebbia * Two Contrabasses : 17'
- 2003 — Terre lontane * Tape, Piano, Contrabass, Live Electronics and Video Projections : 22'
- 2003 — Mas lugares (on Monteverdi’s Madrigali) * String Quartet : 18'
- 2004 — Lucida sidera * Saxophone Quartet : 10'
- 2004 — Je m’en allais — Scene I from «Il cielo sulla terra» * Violin, Viola, 2 Cellos, 2 Contrabasses and Tape : 10'
- 2005 — Amores — Scene IV from «Il cielo sulla terra» * Electric Guitar, Violin, Viola, 2 Cellos, 2 Contrabasses : 11'
- 2005 — Itinerario Y Comentarios * (Voyage Started — Version for Six Voices and Contrabass) : 21'
- 2005 — Voyage resumed * Alto Flute and Tape 11'
- 2004—2006 — Il cielo sulla terra * Music Theatre for 2 Dancers, 15 Childrens, 10 Players, Elesctronics and Video : 70'
- 2006—2007 — Sì come nave pinta da buon vento — Cantata del vento buono * 3 Sopranos, 2 Pianos, Percussion and Reciter : 30'
- 2007 — Avvicinamenti, materiali per improvvisare * Variable ensemble variable duration
- 2007 — & Roll * Solo Contrabass : 20'
- 2007 — Vanishing Places * 12 Strings (3,3,2,2,2) : 18'
- 2008—2009 — Interrogazioni * Solo Contrabass : 40'
- 1993—2010 — Concertale (new version) * Contrabass, String Orchestra and Percussions : 14'
- 2006—2010 — Lawless Roads * Solo Piano : 10'
- 2005—2010 — In nomine * Flute, Clarinet, Oboe, Piano, Violin, Viola and Cello : 5'
- 2010—2011 — Ottetto * 8 Contrabasses : 40'

### Версии и транскрипции
- 2004 — Luciano Berio: Sequenza XIVb — Versione per Contrabbasso di Stefano Scodanibbio * Solo Contrabass : 14' Universal Edition

- Canzoniere messicano:
  - 2004 — Consuelo Velásquez: Bésame mucho
  - 2005 — José López Alavés: Canción Mixteca
  - 2006 — José Alfredo Jiménez: Cuando sale la luna
  - 2008 — German Bilbao: Sandunga
  - 2009 — Traditional: La llorona * String Quartet : 18'

- 2007—2008 — Johann Sebastian Bach: Contrapunctus I, IV and V (from The Art of the Fugue) * String Quartet : 25'
- 2007—2008 — Claudio Monteverdi: Due Madrigali
  - Io mi son giovinetta
  - Quel augellin che canta * 12 Strings (3, 3, 2, 2, 2) 6'

- Quattro Pezzi Spagnoli:
  - 2009 — Miguel Llobet: El testament d’Amèlia
  - 2009 — Dionisio Aguado: Andante dall’Opera 13, Libro 3
  - 2009 — Fernando Sor: Studio op. 35 n. 22,
  - 2009 — Francisco Tárrega: Lágrima * String Quartet : 16'

- 2010 — Terry Riley : In D (string version of In C) * for any number of double basses — variable duration

## Дискография

### Сольные и авторские альбомы
- 1997 — Terry Riley & Stefano Scodanibbio. Lazy Afternoon among the Crocodiles (CD — Pierrot Lunaire)
- 1998 — Stefano Scodanibbio. Voyage That Never Ends (CD — New Albion)
- 1998 — Stefano Scodanibbio. One says Mexico (Limited Edition)
- 1999 — Stefano Scodanibbio & Edoardo Sanguineti. Postkarten (CD — Bad Wiessee — col legno)
- 2000 — Stefano Scodanibbio. Geografia amorosa (CD — Bad Wiessee/col legno)
- 2001 — Stefano Scodanibbio. Six Duos (CD — San Francisco — New Albion)
- 2001 — Stefano Scodanibbio. Visas per Vittorio Reta (CD)
- 2004 — Stefano Scodanibbio. My new address (CD — Stradivarius)
- 2005 — Terry Riley & Stefano Scodanibbio. Diamond Fiddle Language(CD — Magonza/Wergo)
- 2006 — Stefano Scodanibbio. Visas per Vittorio Reta — CD allegato al libro Visas e altre poesie di Vittorio Reta (CD — Le Lettere Firenze)
- 2010 — Thollem & Scodanibbio. On Debussy’s Piano And… (CD Milano — Die Schachtel)
- 2010 — Stefano Scodanibbio. Oltracuidansa (CD — New York — Mode Records)

### Исполнение. Сборники. Инструментовка и аранжировка
- 1987 — Tesei — Mencherini — Pini — Gottardo — Razzi — Schiaffini. Stefano Scodanibbio (LP, Roma — Edipan)
- 1990 — Luigi Nono. A Carlo Scarpa. A Pierre Guai ai gelidi mostri (LP, Berlin — Edtion)
- 1992 — Sylvano Bussotti. Nympheo (Milano — Dischi Ricordi)
- 1992 — John Cage. John Cage a Firenze (San Giovanni Valdarno — Materiali Sonori, CD)
- 1993 — Angelica’92 (Bologna — Pierrot Lunaire)
  - 8. Stefano Scodanibbio-Yuunohui’Nahui
  - 9. Stefano Scodanibbio-Studio No. 4 «Faraway»
  - 10. Stefano Scodanibbio-Studio No. 6 «Farewell»
  - 11. Stefano Scodanibbio-Yuunohui’Nahui
- 1994 — Alessandro Melchiorre. Terra Incognita (Dischi Ricordi)
- 1995 — Luigi Nono. Luigi Nono 3 (Paris — Montaigne Auvidis-WDR)
- 1995 — Julio Estrada. Chamber Music for Strings (Paris — Montaigne Auvidis)
- 1995 — Wittener tage für neue Kammermusik (WDR-Stadt Witten)
- 1995 — From Italy (Arditti String Quartet). (Paris — Montaigne Auvidis/WDR)
- 1995 — Angelica’94 (VA)
- 1996 — Brian Ferneyhough. Brian Ferneyhough 2. (Paris — Montaigne Auvidis/WDR)
- 1996 — Donaueschinger Musiktage 1995 (col legno)
- 1998 — Luca Lombardi. Tra notte e giorno (Mlano — Ricordi Oggi)
- 1998 — Gerhard Stäbler. …im unaufhörlichen Wirbel… (Bad Wiessee — col legno)
- 2002 — Fernando Mencherini. Playtime (Bad Wiessee — col legno)
- 2004 — Vinko Globokar. Ausschnitt 16’42 / Musik in Deutschland 1950—2000. Masse und Individuum (VA)
- 2005 — Giacinto Scelsi. Suono Rotondo (Mainz — Wergo)
- 2006 — From the New World. Rassegna di Nuova Musica; vol. 1 (Milano — Stradivarius)
- 2006 — Low Dynamic Orchestra (Stockholm — Alice)
- 2006 — Luciano Berio. The complete Sequenzas (New York — Mode Records — 4 CD)
- 2008 — Stefano Scodanibbio. 3-1 Ritorno A Cartagena — for amplified bass flute (2001); 3-7 Voyage Resumed — for flute in G and tape from the original for double bass (2005) / Manuel Zurria — Repeat! (Die Schachtel — 3 CD)
- 2008 — Low Dynamic Orchestra with Stefano Scodanibbio: «Improvisation 1» — 3:39 / The Wire Tapper 19
- 2009 — John Cage. Dream (Mainz — Wergo)
- 2009 — Mauricio Sotelo. De Oscura Llama (Anemos — Diverdi)
- 2010 — Cuarteto Latinoamericano — encores (Dorian Sono Luminis)
- 2011 — Galina Ustvolskaya. Composition No. 2 «Dies Irae»; Sonata No. 6; Grand Duet. Conductor — Stefano Scodanibbio (Wergo)